# AgustaWestland Apache
Pour les articles homonymes, voir Apache.
L' AgustaWestland Apache est la version britannique du Boeing AH-64D Apache Longbow. Il est construit sous licence par AgustaWestland (fusionnée avec Leonardo en 2016) pour l'armée britannique.
Les 8 premiers hélicoptères ont été construits par Boeing à Mesa (Arizona) tandis que les 59 suivants ont été assemblés par Westland Helicopters à Yeovil (Royaume-Uni) à partir des pièces fournies par Boeing. 
Baptisé WAH-64 par Westland Helicopters, sa désignation officielle est Apache AH Mk 1 dans l'armée britannique. Il est en service de 1999 a 2024 et 50 cellules converties à partir de 2020 en AH-64E.

## Origines

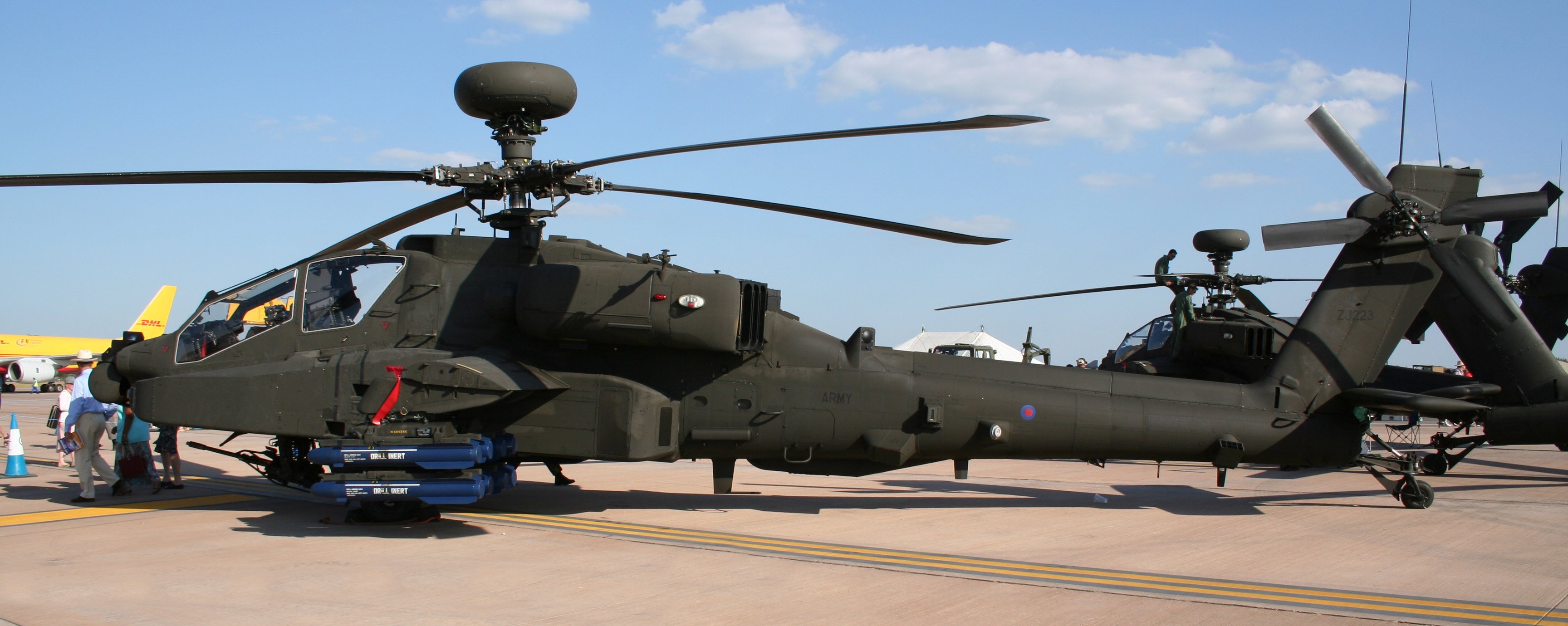
Un WAH-64 au sol en 2005.

Au début des années 1990, le ministère de la Défense britannique identifia le besoin d'un nouvel hélicoptère de combat pour remplacer les Lynx MK7 TOW.
En février 1993, 5 propositions étaient mises en concurrence :
- British Aerospace/Eurocopter - Tigre
- GEC-Marconi/Bell Helicopter - Cobra Venom (Une version du AH-1 SuperCobra)
- Westland/McDonnell Douglas - AH-64 Apache
- Boeing/Sikorsky Aircraft Corporation - RAH-66 Comanche
- Agusta - A129 Mangusta

En juillet 1995, c'est l'AH-64 qui est retenu. Un contrat pour 67 hélicoptères est signé l'année suivante et le premier hélicoptère est livré en mars 1999 par Boeing (qui entre-temps a fusionné avec McDonnell Douglas).
En juillet 2000, c'est Westland qui fournit le premier hélicoptère assemblé sous licence ; Le dernier fut livré en juillet 2004. 58 sont en service opérationnel en mai 2011.

## Conception

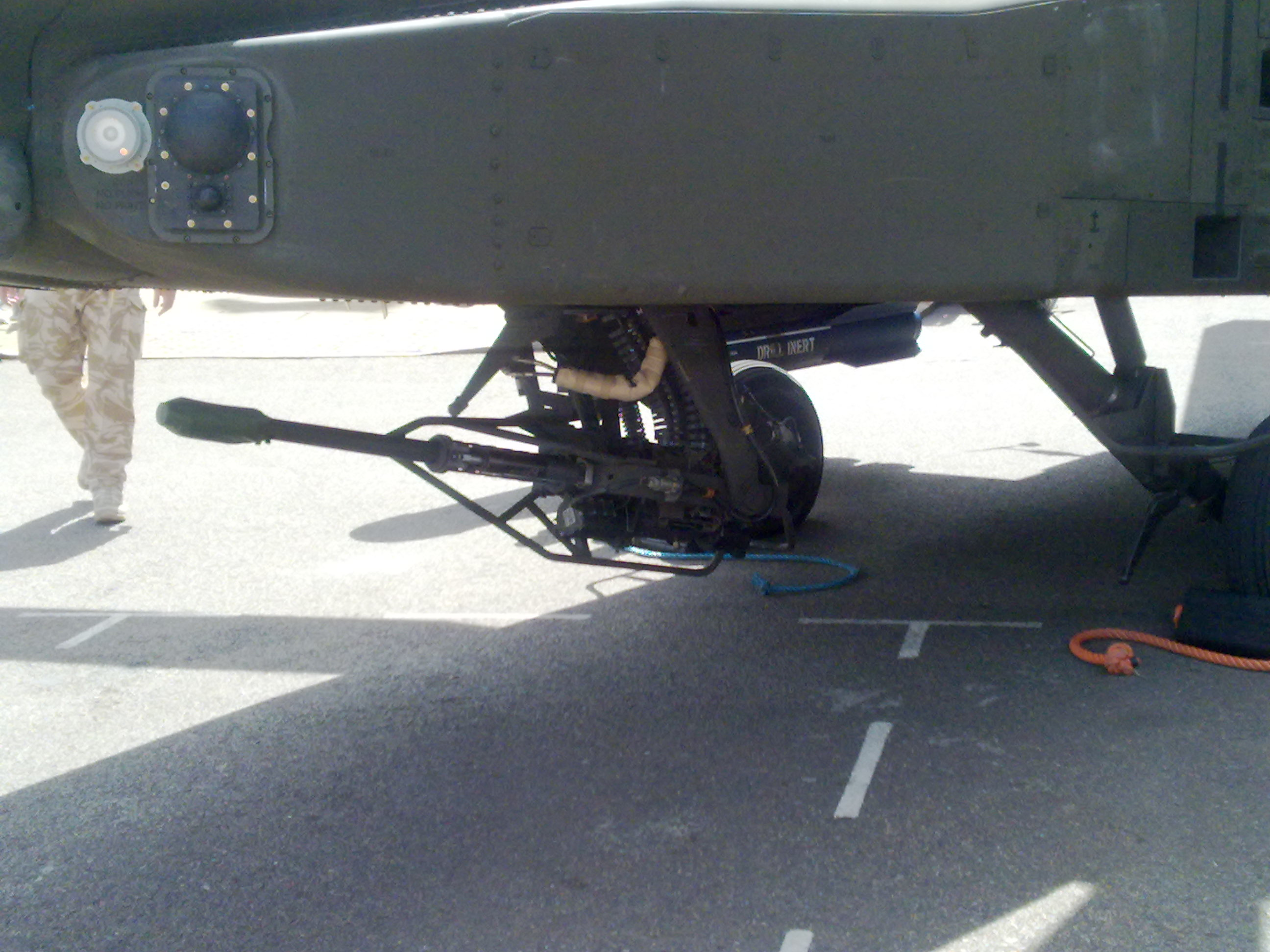
Vue du canon de 30 mm.

L'AgustaWestland Apache est une version modifiée du Boeing AH-64D Apache Longbow. Bien qu'il ressemble extérieurement à son cousin américain, il a été notablement modifié.
- Il peut opérer depuis un navire. Pour cela, il est doté d'un rotor repliable afin d'accéder aux hangars des porte-avions ou des navires d'assaut amphibie.

- Il est motorisé avec des SafranHE RTM322 plus puissants que les General Electric T700-GE-701 d'origine. Toutefois le surplus de puissance n'est utilisable qu'au décollage à cause de la transmission qui n'a pas été modifiée. Ces moteurs sont aussi utilisés sur l'EH101 Merlin.

- Il est équipé d'un système de dégivrage des pales (pour pouvoir opérer dans des conditions arctiques) et d'un circuit de secours pour les commandes de vol. Paradoxalement ces deux systèmes étaient prévus pour l'AH-64 américain mais n'ont pas été retenus pour des raisons budgétaires.

- Il peut tirer des roquettes Bristol Aerospace CRV7

- Il dispose d'une avionique partiellement modifiée (radio, IFF, système d'autodéfense HIDAS)

### Reconstruction
Depuis avril 2018, sur les 65 appareils alors en service, 50 commencent à être modernisés, voir reconstruits dans une usine de Boeing à Mesa (Arizona), pour passer au standard AH-64E.
Les deux premiers sont livrés le 26 novembre 2020.
Le premier vol d'un AH-64E de l'AAC a lieu le 2 décembre 2021 alors que 14 ont été livrés. Un premier escadron de 8 appareils doit être opérationnel en 2022.
Le 25 mars 2024 voit la cérémonie de retrait du AgustaWestland Apache.
Le dernier AH-64E est livré 5 avril 2025 et après essais doit retourner au Royaume-Uni en 2026.

## Utilisation opérationnelle
L'AgustaWestland Apache est utilisé par l'armée britannique dans la lutte antichar en remplacement des Lynx AH7 TOW. Il équipe deux régiments de l'Army Air Corps qui font eux-mêmes partie de la 16e brigade d'assaut aéroportée.
Outre la lutte antichar, il est employé pour l'attaque et la reconnaissance armée. Son radar millimétrique permet la surveillance du champ de bataille.
Leurs premières missions de combat ont en 2006 lors de l'Opération Herrick en Afghanistan.
Mais ils se sont vraiment distingués le 13 janvier 2007 dans une mission peu banale.
Ce jour-là, 200 soldats britanniques attaquent le fort Jugroom dans la province de Helmand.
Après plusieurs heures de combat intensif, les soldats se replient avant de s'apercevoir qu'il manque un homme : le caporal Mathew Ford du 45 Royal Marines Commando.
Malgré les risques, une mission de sauvetage est aussitôt organisée avec deux hélicoptères Apache transportant sur les moignons d'ailes quatre volontaires pour récupérer le soldat manquant !
Les hélicoptères déposent les soldats à proximité du fort sous le feu des Taliban. Deux autres Apache se positionnent alors pour couvrir l'opération. Les volontaires retrouvent le caporal (malheureusement mort) et tout le monde revient sans qu'aucun des soldats ne soit blessé.
Bien qu'il ne soit pas conçu pour cela, l'Apache joua ce jour-là, un rôle déterminant dans la réussite de cette opération.
Globalement, l'armée britannique est satisfaite des Apaches en Afghanistan. La puissance de ses moteurs est un avantage certain dans ce pays de montagnes où les moteurs sont moins performants à cause de l'altitude.
Le radar millimétrique Longbow est aussi une bonne surprise. Il permet par exemple de surveiller le champ de bataille, surtout quand il y a d'autres hélicoptères, des jets et des avions sans pilote dans la même zone. Il permet aussi de guider les chinooks vers leur zone d’atterrissage dans des conditions de faible visibilité (nuit ou poussière par exemple).
Enfin, le choix de l'Apache au détriment du Tigre européen a permis de l'utiliser très tôt en Afghanistan et d'apporter un soutien efficace aux troupes au sol.
Il est d'ailleurs très apprécié des soldats car sa simple présence au-dessus d'eux est très dissuasive pour les talibans : ils savent qu'ils n'ont que peu de chance contre le canon de 30 mm de l'Apache.
Durant l'intervention militaire de 2011 en Libye, 5 Apaches du 5e régiment ont opéré depuis le HMS Ocean du 4 juin jusqu'à la fin du mois d'août et détruit 107 cibles.
En mars 2025, 49 Apaches reconstruits sont basés à la Wattisham Flying Station (en) et sur la base d'entraînement de Middle Wallop, le dernier étant aux États-Unis pour essais de logiciel de collaboration entre aéronefs habités et drones jusqu'en 2026.